# Хейн, Карл Якоб
Карл Я́коб Хейн (эст. Karl Jakob Hein; род. 13 апреля 2002, Пылва) — эстонский футболист. Вратарь английского клуба «Арсенал» и сборной Эстонии.

## Карьера

### Клубная
Сезон 2018 года начал в Первой лиге Б эстонского чемпионата за команду «Нымме Юнайтед», всего за команду провел 5 матчей. В мае 2018 года подписал контракт с Академией лондонского «Арсенала». В мае 2019 года стало известно, что Карл Якоб Хейн заключил свой первый профессиональный контракт с английским клубом «Арсенал».
9 февраля 2022 года дебютировал за английский клуб «Рединг»,в аренду которому был отдан до конца сезона.
В июне 2024 года продлил контракт с английским «Арсеналом». А в августе отдан в аренду испанскому клубу «Реал Вальядолид». За новый клуб дебютировал 19 августа в игре против барселонской команды «Эспаньола», где отстоял на ноль и его команда выиграла со счетом 1-0.

### Сборная
За национальную сборную Хейн дебютировал 5 сентября 2020 года в игре отборочного тура Лиги наций УЕФА против сборной Грузии.
В 2021 и 2024 году вместе с командой выиграл Кубок Балтии.

## Достижения

### В сборной
- Обладатель Кубка Балтии по футболу: 2021[13], 2024

### Личные
- Лучший молодой футболист Эстонии (3): 2020[15], 2021[16], 2024[17]

## Статистика выступлений

### Международная статистика
По состоянию на 27 ноября 2024 года
| Сборная | Сезон | Матчи | Голы |
| ------- | ----- | ----- | ---- |
| Эстония |       |       |      |
| 2020    | 6     | 0     |      |
| 2021    | 6     | 0     |      |
| 2022    | 6     | 0     |      |
| 2023    | 9     | 0     |      |
| 2024    | 9     | 0     |      |
| Итого   | Итого | 36    | 0    |